# Comuna Zelene, Petrove
Zelene (în ucraineană Зелене) este o comună în raionul Petrove, regiunea Kirovohrad, Ucraina, formată din satele Artemivka și Zelene (reședința).

## Demografie
Componența lingvistică a comunei Zelene
     Ucraineană (93,05%)
     Rusă (4,79%)
     Alte limbi (0,28%)
Conform recensământului din 2001, majoritatea populației comunei Zelene era vorbitoare de ucraineană (93,05%), existând în minoritate și vorbitori de rusă (4,79%).